# John Banville
William John Banville (* 8. prosince 1945, Wexford) je irský spisovatel, dramatik a scenárista. K jeho nejslavnějším románům patří The Book of Evidence (Kniha doličná) z roku 1989 a Sea (Moře) z roku 2005. Svá díla píše anglicky.Od roku 2006 píše pod pseudonymem Benjamin Black sérii detektivních příběhů z Dublinu padesátých let 20. století.

## Život
Vystudoval školu Christian Brothers ve Wexfordu a St Peter's College v Oxfordu. Po vysoké škole pracoval jako úředník v Aer Lingus, později se stal novinářem. Většinu svého života strávil v Dublinu, kde působil v deníku The Irish Press, později v The Irish Time. V roce 1988 byl jmenován literárním redaktorem, od roku 1990 se stal pravidelným přispěvatelem The New York Review of Books. Od roku 2007 je členem Královské společnosti pro literaturu se sídlem v Londýně, patronkou společnosti je Alžběta II. V roce 2017 byl jmenován Cavalier of Ordine della Stella d'Italia. Je bývalým členem Aosdána, v roce 2001 se členství dobrovolně vzdal.
Za své dílo získal několik prestižních cen, v roce 1976 Cenu Jamese Taita Black Memorial Prize, Mezinárodní cenu Nonino za rok 2003, Man Bookerovu cenu za rok 2005, Cenu Franze Kafky za rok 2011, o které prohlásil, že je jednou z mála, kterou přijímá rád. Za rok 2013 Cenu irského PEN klubu a Rakouskou státní cenu za evropskou literaturu, Cenu knížete asturského za rok 2014 aj.

## Dílo
Na literární scénu vstoupil v roce 1970 sbírkou povídek Long Lankin, následovaly romány Nightspawn (1971) a Birchwood (1973). Mezinárodní uznání získal svými dalšími čtyřmi knihami, obvykle popisovanými jako jeho „vědecká tetralogie“ a spojenými společným zájmem o postavení matematických nebo astronomických struktur jako alternativních „jazyků“ vnímání. Jedná se o knihy Doctor Copernicus (1976), Kepler (1981), The Newton Letter: An Interlude (1982) a Mefisto (1986). Za knihu Doctor Copernicus, fiktivní portrét astronoma Koperníka, získal v roce 1976 literární cenu James Tait Black Memorial Prize, druhý román Kepler v roce 1981 vyhrál Guardian Fiction Prize, kniha The Newton Letter se stala předlohou pro film produkovaný britskou televizní stanici Channel 4. Trilogie, někdy označovaná souhrnně jako The Frames Trilogy, sestává z The Book of Evidence (1989), Ghosts (1993) a Athena (1995), zkoumá sílu uměleckých děl. Kniha The Book of Evidence byla zařazena do užšího výběru na Bookerovu cenu a stala se vítězem roku Guinness Peat Aviation Award. Další trilogii tvoří The Untouchable (1997), Eclipse (2000) a Shroud (2002), líčí příběhy konfliktních jedinců. Za román The Sea (2005) získal prestižní The Man Booker Prize. Podle románu byl natočen v roce 2013 britsko-irský dramatický film. Českého prostředí se týká publikace Prague Pictures: A Portrait of the City (2003), která vznikla na základě autorových návštěv Prahy. K pražské tematice se vrátil historickým detektivním románem z prostředí dvora císaře Rudolfa II. Prague Nights (2017).
Banville používal pseudonym Benjamin Black pro svůj kriminální seriál, ve kterém vystupuje dublinský patolog Quirke, v češtině vyšly knihy: Kdo je bez viny, 2008 (Christine Falls, 2006), Anatomie strachu, 2011 (The Silver Swan, 2007), Elegie za April, 2012 (Elegy for April, 2010), Temná pavučina, 2017 (A Death in Summer, 2011), Odplata, 2014 (Vengeance, 2012), Svatý příkaz, 2016 (Holy Orders, 2013), Hroby se otevřely, 2018 (Even the Dead, 2016). V knize Černooká blondýnka, 2016 (Black-Eyed Blonde, 2014) vystupuje fiktivní soukromý detektiv Raymonda Chandlera Philip Marlowe. Kriminální román Snow (2020) vyšel pod autorovým jménem a vyšetřovatelem je irský detektiv St. John Strafford.
Jeho styl je často přirovnáván k Proustovi a Nabokovovi. Sám se hlásí zejména k odkazu Heinricha von Kleista, jehož tři knihy adaptoval pro divadelní scénu. Často se též diskutuje o jeho návaznosti na linii irské literatury, již tvoří James Joyce, Samuel Beckett, ale i Henry James. Někdy je řazen k postmoderní literatuře.

### Próza
- Long Lankin (1970)
- Nightspawn (1971)
- Birchwood (1973)
- Doctor Copernicus (1976)
- Kepler (1981)
- The Newton Letter (1982)
- Mefisto (1986)
- The Book of Evidence (1989)
- Ghosts (1993)
- Athena (1995)
- The Ark (1996)
- The Untouchable (1997)
- Eclipse (2000)
- Shroud (2002)
- The Sea (2005)
- The Infinities (2009)
- Ancient Light (2012)
- The Blue Guitar (2015)
- Mrs Osmond (2017)
- April in Spain (2021)

### Divadelní hry
- The Broken Jug (1994)
- Seachange (1994)
- God's Gift (2000)
- Dublin 1742 (2002)
- Love in the Wars (2005)
- Conversation in the Mountains (2008)

### Publicistika
- Prague Pictures: Portrait of a City (2003)

### jako Benjamin Black
- Kdo je bez viny (2008)
- Anatomie strachu (2011)
- Elegie za April (2012)
- Temná pavučina (2017)
- Odplata (2014)
- Svatý příkaz (2016)
- Černooká blondýnka (2016)
- Hroby se otevřely (2018)

### Scénáře
- Reflections (TV) (1984)
- Seascapes (TV) (1994)
- The Last September (1999)
- Albert Nobbs (2011)

### České překlady
- Kniha doličná, Praha, Mladá fronta 1999[13]
- Moře, Praha, BB Art 2006[14]
- Zkrotit vlka, MOBA 2017[15][16]